# Marius Millot
Marius Millot (24 augustus 1851 – 17 mei 1938) was een Frans componist, dirigent en violist.
Millot studeerde muziektheorie, compositie, orkestdirectie en viool aan het Conservatoire national à rayonnement régional "Pierre Barbizet" in Marseille. Hij was dirigent van een Franse militaire muziekkapel, het muziekkorps van het 37e infanterieregiment in Toulon. Als componist schreef hij marsen, dansen en ouvertures voor harmonie- en fanfareorkest alsook voor militaire muziekkapellen.

## Composities

### Werken voor harmonie- of fanfareorkest
- 1897 Ballet de Clowns
- 1915 Au régiment
- Driant
- Le Brisquard
- Le chant du coq, mars
- Le drapeau de la paix
- Le tonnelle fleurie, ouverture
- Louis XIV, pas redoublé
- Marche du 37e rég. d'Infanterie, mars voor harmonie- of fanfareorkest met tamboers en klaroen
- Michel Strogoff, pas redoublé over een motief uit Artus voor harmonie- of fanfareorkest met tamboers, klaroen, trompetten en jachthoorns

## Publicaties
- Notions préliminaires de solfège, Paris, Andrieu frères, 1913. 23 p.